# Gohrau
Gohrau è una frazione della città tedesca di Oranienbaum-Wörlitz.